# Tyska Östafrika
Tyska Östafrika (tyska: Deutsch-Ostafrika) var en tysk koloni 1885–1919. Tyska Östafrika innefattade Tanganyika i dagens Tanzania, dvs fastlandsdelen utan ön Zanzibar, samt de nuvarande staterna Burundi och Rwanda. Tyska Östafrika var Tysklands största koloni både till yta och befolkning.
Efter första världskriget delades området i olika NF-mandat som administrerades av Storbritannien (Brittiska Östafrika), Belgien (Ruanda-Urundi, nuvarande Rwanda och Burundi) och Portugal (Kiongatriangeln, som uppgick i Portugisiska Östafrika, nuvarande Moçambique).

## Historia

### Bildande
Den drivande kraften i den tyska koloniseringen i östra Afrika var Carl Peters som fick i uppdrag att ta områden i Afrika i anspråk i det av honom själv grundade Tyska östafrikanska kompaniet (DOAG). 10 november 1884 anlände Peters i Zanzibar. Han reste under hemlig identitet för att inte planerna skulle avslöjas för britterna.
En kort tid senare undertecknades de så kallade skyddsavtalen, Schutzverträge, på fastlandet, där koloniseringsbolagets anspråk på landområdena bekräftades av de afrikanska hövdingarna, men där innehållet i regel inte klargjordes tydligt för dem. Genom fördrag med lokala hövdingar under 1884 annekterade Peters och hans bolag landsområden på cirka 140 000 km² inom Bagamoyo och Dar es-Salaam. Dar es-Salaam blev senare det administrativa och kommersiella centret. Det hela legitimerades av kejsar Wilhelm 27 februari 1885 som gav ut ett skyddsbrev där övertagandet av områden rättfärdigades. Peters kunde med detta statliga stöd driva vidare övertaganden av områden i östra Afrika. 
Zanzibar protesterade då landet hade egna anspråk på fastlandet och skickade en protest till den tyska kejsaren. Samtidigt förstärkte man de egna trupperna på fastlandet. Tyskland och Bismarck svarade med att skicka trupp från den tyska marinen under amiral Knorr och tvingade sultanen av Zanzibar att erkänna DOAG:s landområden. 
29 oktober 1886 följde en överenskommelse med Storbritannien om ländernas områden, intressesfärer, i östra Afrika. De kom överens om Zanzibars suveränitet och att Sultanen fick en 100 km lång fastlandsremsa. Samtidigt säkrades hamnar för tysk räkning i Tanganyika. Fördraget började gälla 1888 men direkt startade ett motstånd från befolkningen längs med kusten under Buschiri bin Salim, det så kallade arabupproret.

### Motstånd

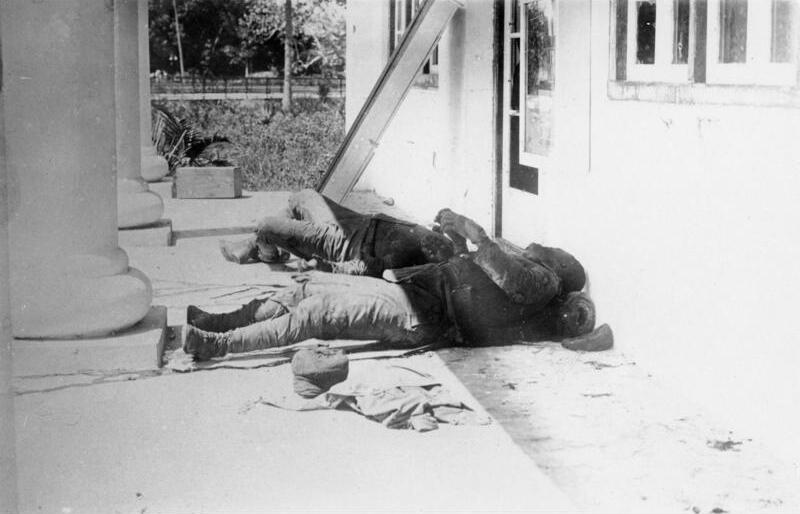
Krigsoffer, eventuellt från Abushiriupproret. 1890.

De tyska kolonisatörerna mötte upprepat motstånd från befolkningen i de koloniserade områdena. Abushiriupproret 1888–1891 under Abushiri ibn Salim al-Harthi (alias Buschiri bin Salim) startade när tyskarna just tagit kontrollen över Bagamoyo, Dar es-Salaam och Kilwa, och samlade både den arabiska befolkningen och de afrikanska stammarna längs kusten till motstånd under några år.
Tysk-östafrikanska kompaniet bröt samman och Bagamoyo och Dar es-Salaam behölls bara genom närvaron av tyska marinsoldater. Hermann von Wissmann slog ner upproret genom en trupp av tyska officerare, sudaneser och zuluer. Upprorsledaren Abushiri ibn Salim al-Harthi tillfångatogs och hängdes offentligt 1889, men motståndet fortsatte efter hans död.

### Tysk besittning
Tyskland övertog efter upproret 20 november 1890 hela förvaltningen, varefter kompaniet övergick till att bli ett privilegierat handelsföretag med stora plantageanläggningar. Tyskland följde 1890 tidigare avtal med Storbritannien med Helgoland-Zanzibar-fördraget. I samband med detta blev Helgoland tyskt liksom Capriviremsan, idag en del av Namibia. Tyskland överlät Wituland i dagens Kenya och anspråken på Uganda till britterna. 
1891 blev Tyska Östafrika som så kallat skyddsområde, Schutzgebiet, officiellt styrt av Tyska riket. Soldaterna fick den officiella titeln skyddstrupper. Den första civila guvernören blev Julius Freiherr von Soden. Carl Peters utnämndes till rikskommissarie för området vid Kilimanjaro men fick avgå 1897 efter anklagelser om brutalitet. Under guvernören Eduard von Liebert genomfördes ytterligare krig för att få kontroll över området.
Heheupproret 1891–1894 under hövdingen Mkwawa i södra delen av kolonin, nuvarande Iringa, falnade när tyskarna lyckades sluta allianser med andra klaner i samma område. Mkwawa fortsatte föra gerillakrig i några år, innan han omringades och begick självmord 1898.
Maji Maji-upproret ("vatten, vatten-upproret") 1905 under spiritisten Kinjikitile Ngwale är det kanske mest kända upproret, som slogs ner brutalt av Gustav Adolf von Götzen, vilket ledde till debatt och krav på reformer. Efter upproret tog Bernhard Dernburg över den koloniala administrationen, och lyckades med en mindre hårdför attityd bygga en fungerande koloni.

### Första världskriget
Under hela första världskriget var Tyska Östafrika en krigsskådeplats. Fram till 1915 kunde de tyska skyddstrupperna stå emot anfall från britterna i Kenya och även gå till motanfall. Man kunde även försvara sig mot brittisk-indiska trupper i Tanga. 1916 fick de allierade överhanden i kriget i Östafrika och kunde via Kenya, Belgiska Kongo och Nyasaland gå in i Tyska Östafrika och tvingade tillbaka de tyska trupperna till södra delen av landet. 
Efter svåra strider drog sig Paul von Lettow-Vorbeck med sina trupper till Moçambique där han stred mot de allierades trupper under flera månader under reträtten. De tyska skyddstrupperna kapitulerade i Nordrhodesia 25 november 1918. Kriget förde med sig svåra umbäranden för området. Civilbefolkningen led av hungersnöd, influensaepidemin 1918–1920 och påtvingad tjänstgöring för de tyska trupperna.

## Tyska Östafrikas guvernörer
- 1885–1888 Carl Peters (Reichskommissar)
- 1888–1891 Hermann von Wissmann (Reichskommissar)
- 1891–1893 Julius Freiherr von Soden
- 1893–1895 Friedrich Radbod Freiherr von Schele
- 1895–1896 Hermann von Wissmann
- 1896–1901 Eduard von Liebert
- 1901–1906 Gustav Adolf von Götzen
- 1906–1912 Georg Albrecht Freiherr von Rechenberg
- 1912–1918 Heinrich Albert Schnee